# Grey Cup
De Grey Cup/Coupe Grey is de finale van de Canadian Football League (CFL). De trofee die wordt uitgereikt aan de winnaar heeft dezelfde naam. Het is de belangrijkste wedstrijd van het Canadian football. De Grey Cup wordt elk jaar in eind november gespeeld tussen de winnaars van de West Division Final en de East Divison Final. De Grey Cup is de belangrijkste gebeurtenis van de Canadese sportkalender en wordt dus ook elk jaar door miljoenen mensen bekeken.

## Geschiedenis
De eerste Grey Cup werd gespeeld in 1909 in Toronto tussen de University of Toronto Varsity Blues en Toronto Parkdale. De Varsity Blues wonnen de wedstrijd met 26-6. tot 1958 was er nog geen professionele league waarin Canadian Football werd gespeeld tot de CFL werd opgericht. De eerste Grey Cup onder het bewind van de Canadian Football League was gespeeld in Vancouver tussen de Winnipeg Blue Bombers en de Hamilton Tiger-Cats. Het team uit Manitoba versloeg de Tiger-Cats met 35-28.

## Merkwaardige edities
Door de jaren heen zijn er verschillende wedstrijden geweest met bizarre weersomstandigheden. De 38th Grey cup werd bijvoorbeeld gespeeld in een veld vol met modder wat daarom ook de naam kreeg "The Mudbowl". In 1972 was er "The Fogbowl" Waarin er heel veel mist aanwezig was. Hierdoor konden de spelers en het publiek niks zien. In 1977 was er ook een opmerkelijke finale in Montreal. Toen de temperatuur een dag voor de wedstrijd opeens heel erg begon te dalen bevroor het gesmolten sneeuw in ijs waardoor het veld erg glad werd.